# Бурминський сільський округ
Бурми́нський сільський округ (каз. Бұрма ауылдық округі, рос. Бурминский сельский округ) — адміністративна одиниця у складі Шетського району Карагандинської області Казахстану. Адміністративний центр — село Бурма.
Населення — 1066 осіб (2021; 1470 у 2009, 1605 у 1999, 1695 у 1989).
Станом на 1989 рік існувала Бурминська сільська рада (села Бурма, Мухтар), село Актюбе перебувало у складі Дар'їнської селищної ради.

## Склад
До складу округу входять такі населені пункти:
| Населений пункт | Населення, осіб (1989) | Населення, осіб (1999) | Населення, осіб (2009) | Населення, осіб (2021) |
| --------------- | ---------------------- | ---------------------- | ---------------------- | ---------------------- |
| Актобе, село    | 174                    | -                      | -                      | -                      |
| Бурма, село     | 1118                   | 1241                   | 1218                   | 894                    |
| Мухтар, село    | 403                    | 364                    | 252                    | 172                    |